# Vier-Seiten-Modell

Grafische Darstellung des Vier-Seiten-Modells

Das Vier-Seiten-Modell (auch Nachrichtenquadrat, Kommunikationsquadrat oder Vier-Ohren-Modell), erschienen 1981 im ersten Band der Schrift Miteinander Reden von Friedemann Schulz von Thun, ist ein Modell der Kommunikationspsychologie, mit dem eine Nachricht unter vier Aspekten oder Ebenen beschrieben wird: Sachinhalt, Selbstkundgabe, Beziehung und Appell. Diese Ebenen werden auch als „vier Seiten einer Nachricht“ bezeichnet. Das Modell dient zur Beschreibung von Kommunikation, die durch Missverständnisse gestört ist.
Mit dem Vier-Seiten-Modell kombiniert Schulz von Thun zwei psychologische und sprachtheoretische Analysen. Paul Watzlawick postulierte, dass jede Aussage unter einem Inhaltsaspekt und einem Beziehungsaspekt verstanden werden könne (zweites Axiom). Der Sprachtheoretiker Karl Bühler beschrieb im Organon-Modell sprachliche Zeichen anhand dreier semantischer Funktionen: Ausdruck, Appell und Darstellung. Solche Modelle sind in der Linguistik auch als Modelle der Sprachfunktionen geläufig.

## Die vier Seiten einer Nachricht

Die vier Ohren des Empfängers

Das übergeordnete Ziel bei dieser Modellbildung besteht darin, zu beobachten, zu beschreiben und zu modellieren, wie zwei Menschen sich durch ihre Kommunikation zueinander in Beziehung setzen. Dabei wendet Schulz von Thun sich den Äußerungen (den „Nachrichten“) zu. Diese können aus vier unterschiedlichen Richtungen angesehen und unter vier unterschiedlichen Annahmen gedeutet werden – dies sind die vier Aspekte oder Ebenen, die Schulz von Thun als „Seiten einer Nachricht“ bezeichnet:
Sachaspekt
Die beschriebene Sache („Sachinhalt“, „Worüber ich informiere“)
Selbstaussage
Dasjenige, was anhand der Nachricht über den Sprecher deutlich wird („Selbstkundgabe“, „Was ich von mir selbst kundgebe“)
Beziehungsaspekt
Was an der Art der Nachricht über die Beziehung offenbart wird („Beziehung“, „Was ich von dir halte oder wie wir zueinander stehen“)
Appell
Dasjenige, zu dem der Empfänger veranlasst werden soll („Appell“, „Wozu ich dich veranlassen möchte“)
Auf diese Weise kann die „Nachricht als Gegenstand der Kommunikationsdiagnose“ verwendet werden. Störungen und Konflikte kommen zustande, wenn Sender und Empfänger die vier Ebenen unterschiedlich deuten und gewichten. Das führt zu Missverständnissen und in der Folge zu Konflikten. 

### Das Beispiel „Die Ampel ist grün!“
Ein bekanntes, von Schulz von Thun in seinem Hauptwerk Miteinander reden zuerst verwendetes Beispiel, ist ein Paar im Auto vor der Ampel. 
- Die Frau sitzt am Steuer, und der Mann sagt:

„Du, die Ampel ist grün!“
- Die Frau antwortet:

„Fährst du oder fahre ich?“
Die Äußerung des Mannes kann in dieser Situation auf den vier Ebenen folgendermaßen verstanden werden:
- auf der Selbstoffenbarungs-Ebene: als Hinweis darauf, dass der Beifahrer es eilig hat und ungeduldig ist,
- auf der Sach-Ebene: als Hinweis auf die Ampel, die gerade auf Grün geschaltet hat,
- auf der Appell-Ebene: als Aufforderung, loszufahren,
- auf der Beziehungs-Ebene: als Absicht des Beifahrers, der Frau am Steuer zu helfen, oder auch als Demonstration der Überlegenheit des Beifahrers über die Frau.

So kann der Beifahrer das Gewicht der Nachricht auf den Appell gelegt haben. Die Fahrerin könnte die Aussage des Beifahrers dagegen als Herabsetzung oder Bevormundung auffassen (Beziehungsebene).
In Bezug auf den Hörer und seine Gewohnheiten erweitert Schulz von Thun das Vier-Seiten-Modell zu einem „Vier-Ohren-Modell“. Je ein Ohr steht für die Deutung einer der Aspekte: Das „Sach-Ohr“, das „Beziehungs-Ohr“, das „Selbstkundgabe-Ohr“ und das „Appell-Ohr“.

### Sachebene/Sachinhalt
Auf der Sachebene vermittelt der Sender Daten, Fakten und Sachverhalte. Aufgaben des Senders sind Klarheit und Verständlichkeit des Ausdrucks. Mit dem „Sach-Ohr“ prüft der Empfänger die Nachricht mit den Kriterien der Wahrheit (wahr/unwahr), der Relevanz (von Belang / belanglos) und der Hinlänglichkeit (ausreichend/ergänzungsbedürftig). In einem eingespielten Team verläuft dies meist problemlos.

### Selbstkundgabe
Jede Äußerung bewirkt eine nur teilweise bewusste und beabsichtigte Selbstdarstellung und zugleich eine unbewusste, unfreiwillige Selbstenthüllung (siehe Johari-Fenster). Jede Nachricht kann somit zu Deutungen über die Persönlichkeit des Senders und seine Gedanken oder Gefühle verwendet werden.
Das „Selbstkundgabe-Ohr“ des Empfängers lauscht darauf, was in der Nachricht über den Sprecher enthalten ist (Ich-Botschaften).

### Beziehungsebene
Auf der Beziehungsebene kommt zum Ausdruck, wie der Sender und der Empfänger sich zueinander verhalten und wie sie einander einschätzen. Der Sender kann – durch die Art der Formulierung, seine Körpersprache, Tonfall und anderes – Wertschätzung, Respekt, Wohlwollen, Gleichgültigkeit, Verachtung in Bezug auf den anderen zeigen. Abhängig davon, was der Empfänger im „Beziehungs-Ohr“ wahrnimmt, fühlt er sich entweder akzeptiert oder herabgesetzt, respektiert oder bevormundet.

### Appellebene
Wer sich äußert, will in der Regel auch etwas bewirken. Mit dem Appell will der Sender den Empfänger veranlassen, etwas zu tun oder zu unterlassen. Der Versuch, Einfluss zu nehmen, kann offen oder verdeckt sein. Offen sind Bitten und Aufforderungen. Verdeckte Veranlassungen werden als Manipulation bezeichnet. Auf dem „Appell-Ohr“ fragt sich der Empfänger: „Was soll ich jetzt denken, machen oder fühlen?“

## Beispiel für eine durch Missverständnisse gestörte Kommunikation
Um Kommunikation zu beschreiben, die durch Missverständigung auf den verschiedenen Ebenen gestört wird, beschreibt Schulz von Thun als Beispiel die folgende Situation: Ein Mann und eine Frau sitzen beim Abendessen. Der Mann sieht Kapern in der Soße und fragt: „Was ist das Grüne in der Soße?“ Er meint damit auf den verschiedenen Ebenen:
| Sachebene:      | Da ist etwas Grünes.        |
| Selbstkundgabe: | Ich weiß nicht, was es ist. |
| Beziehung:      | Du wirst es wissen.         |
| Appell:         | Sag mir, was es ist!        |

Die Frau versteht den Mann auf den verschiedenen Ebenen folgendermaßen:
| Sachebene:      | Da ist etwas Grünes.                |
| Selbstkundgabe: | Mir schmeckt das Essen nicht.       |
| Beziehung:      | Du bist eine miserable Köchin!      |
| Appell:         | Lass das nächste Mal das Grüne weg! |

Die Frau antwortet gereizt: „Mein Gott, wenn es dir hier nicht schmeckt, kannst du ja woanders essen gehen!“

## Nachrichten und darin enthaltene Botschaften
Nachrichten enthalten für Schulz von Thun explizite und implizite Botschaften. Beispiele für explizite Botschaften sind auf der Sachebene: „Es ist sehr heiß draußen“; auf der Ebene der Selbstkundgabe: „Ich schäme mich“; auf der Beziehungsebene: „Du gefällst mir“, auf der Ebene der Beeinflussung: „Hol ein Bier!“. Implizit können die gleichen Botschaften beispielsweise aus dem folgenden Verhalten interpretiert werden: Jemand betritt den Raum und wischt sich die feuchte Stirn ab; jemand weicht dem Blick des anderen aus; jemand umarmt sein Gegenüber; jemand sagt, das Bier sei alle.
Nachrichten können als kongruent und inkongruent angesehen werden. Kongruent sind Nachrichten, wenn sie in sich stimmig sind, wenn also alle Signale auf allen Ebenen kompatibel sind. Von inkongruenten Nachrichten spricht man, wenn sprachliche und nichtsprachliche Signale widersprüchlich sind. An die vorgenannten Beispiele anknüpfend wären Nachrichten unstimmig, wenn der die Hitze Beklagende mit hochgeschlagenem Mantelkragen einträte, der vermeintlich Beschämte sein Gegenüber unverfroren mustert, der Sympathie Bekundende deutlich Distanz hält oder der einen Mangel an Bier Beklagende noch einige Flaschen neben sich auf dem Boden stehen hat.

## Vorläufer
Das Konzept, dass Nachrichten über vier Seiten verfügen, wurde bereits von Ivor Armstrong Richards in seinem Buch Practical Criticism (1929) entwickelt. Bei ihm heißen die vier Seiten sense (worüber der Sprecher spricht), feeling (Gefühle und Haltung des Sprechers zum Nachrichteninhalt), tone (Haltung des Sprechers zum Hörer bzw. Leser) und intention (willentlicher oder unwillentlicher Effekt, den der Sprecher auslösen möchte). Nach eigenen Angaben hat Schulz von Thun sein Modell jedoch unabhängig von Richards entwickelt.